# Secretaria de Relações Exteriores (México)
| Secretaria de Relações Exteriores            |                       |
| Av. Juárez nº20, Cidade do México SRE.gob.mx |                       |
| Criação                                      | 1821                  |
|                                              |                       |
| Atual secretário                             | Alicia Bárcena Ibarra |

A Secretaria de Relações Exteriores do México (em espanhol: Secretaría de Relaciones Exteriores) é o departamento governamental responsável pelas Relações exteriores do México. Foi fundada em 1821 e teve como primeiro secretário José Manuel de Herrera.